# Археологический музей-заповедник Деултум

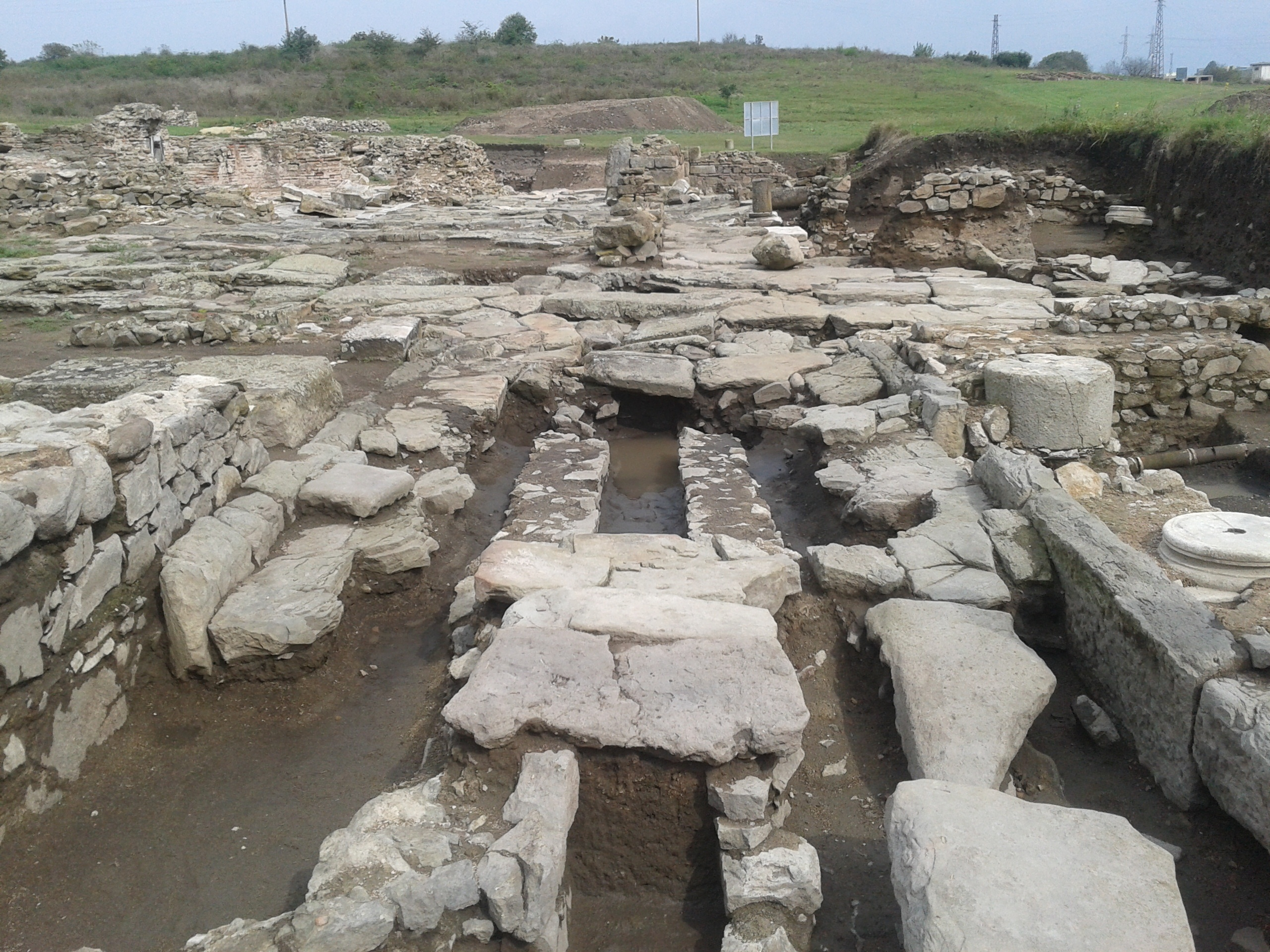
Общий вид на заповедник «Деултум»

Археологический музей-заповедник «Деултум» — представляет собой фрагменты оставшейся римской колонии в районе Бургаса (Болгария).

## История
На истоке из Мандренского озера был расположен крупный центр Деултум, защищенный крепостной стеной. Благодаря своему достаточно хорошему расположению имел стратегически важное значение и довольно быстро стал торговым центром.
Археологи в результате исследований выявили в районе Бургаса два самостоятельных поздних античных укрепления IV—VI вв. с множеством построек и значительным количеством объектов, связанных со строительством оборонительных сооружений IV—VI вв.
Колония Деултум имела высокий статус в римское время. Деултум был заселен римскими ветеранами из восьмого легиона Августа. Это подтверждают находки — доспехи позднеримского периода, выполненные из кованого железа. Их надевали на кожаную одежду.
В 1988 году Деултум был объявлен археологическим заповедником.
В 2016 г. был открыт обновлённый археологический заповедник «Деултум». Было отреставрировано здание музея, в котором расположилась обновленная экспозиция. К ознакомлению туристам доступны следующие объекты на территории музея: древние бани, храм бога Асклепия, фортификационные сооружения, которые относятся к римскому периоду и периоду Первого Болгарского царства. Представляется, что музей Деултума будет привлекать в дальнейшем большое число туристов, поскольку Бургас является популярным туристическим местом.

## Хронология
С VI по IV в. до нашей эры поселение служило важным местом торговли между фракийцами и греками;
I век — основание колонии «Деултум»;
II—III век — расцвет колонии (начало чеканки монет, становление колонии стратегически важным объектом);
V век — возведение новой крепостной стены, для защиты от внешнего врага;
1881 — братья Шкорпил установили, что на территории древней колонии находятся руины;
1988 — Деултум объявляется археологическим заповедником;
2016 — был открыт обновлённый археологический заповедник «Деултум», отреставрировано здание музея, в котором расположилась обновленная экспозиция;

2020 — обнаружение саркофага II или III века нашей эры с большой греческой надписью. 

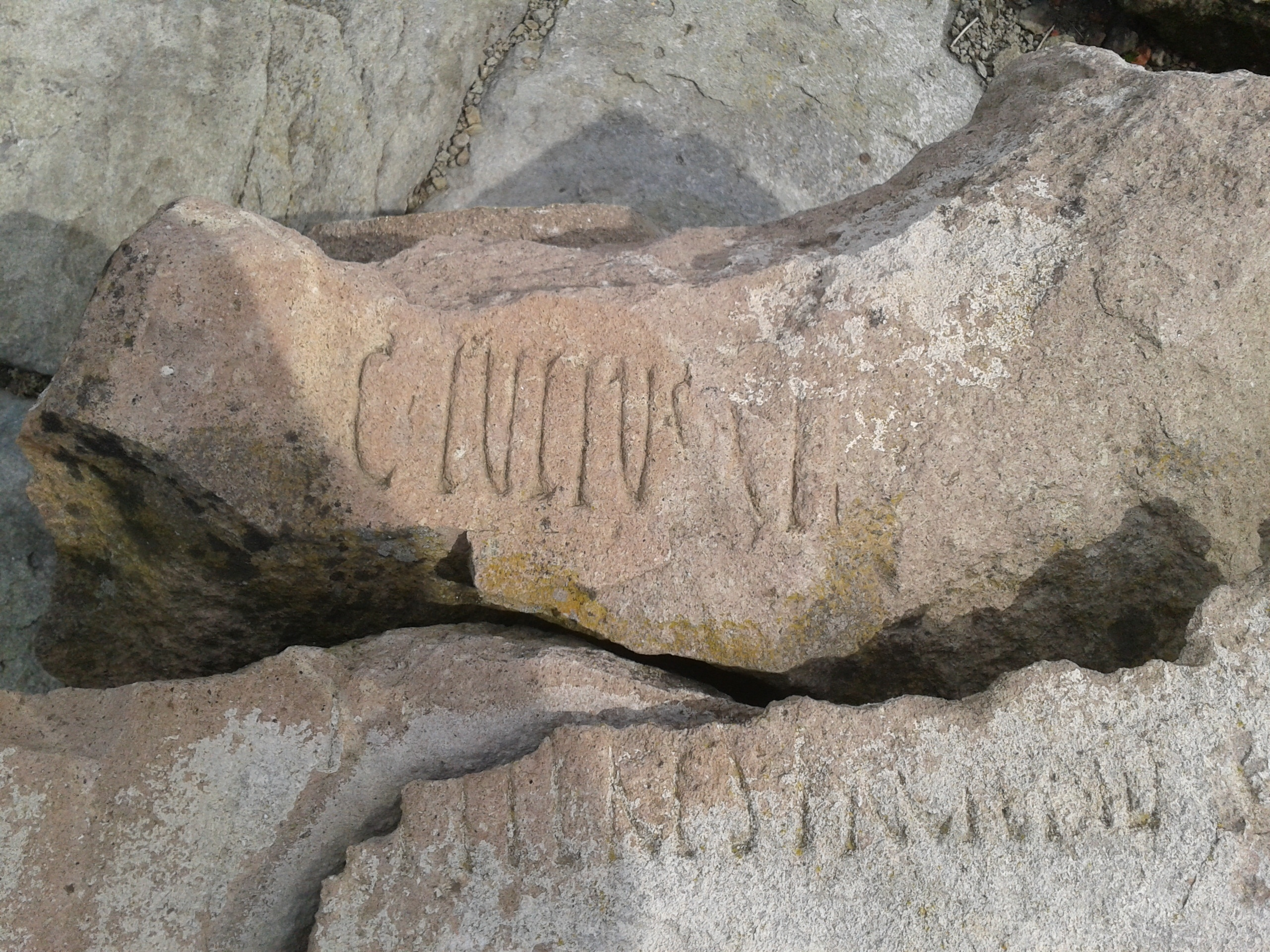
Плита с греческой надписью

## Экспозиция
Территория заповедника делится на:
1. Музей;
2. Открытую территорию Деултум.

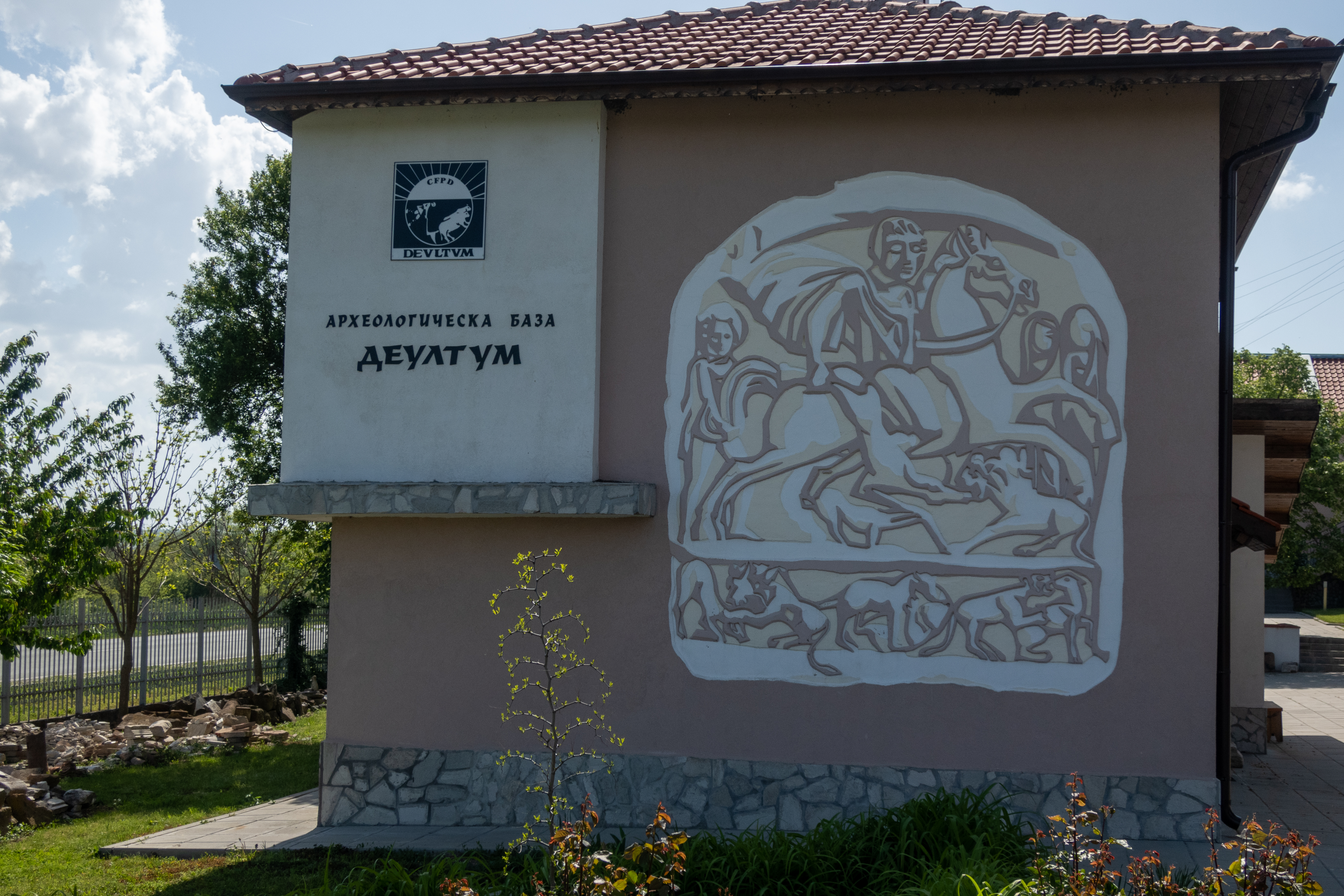
Обновленное здание музея

Музей Деултума имеет небольшую территорию, но даже несмотря на это в нём достаточно многообразное количество экспонатов.

Первый зал — экспонаты связанные с ювелирным украшением

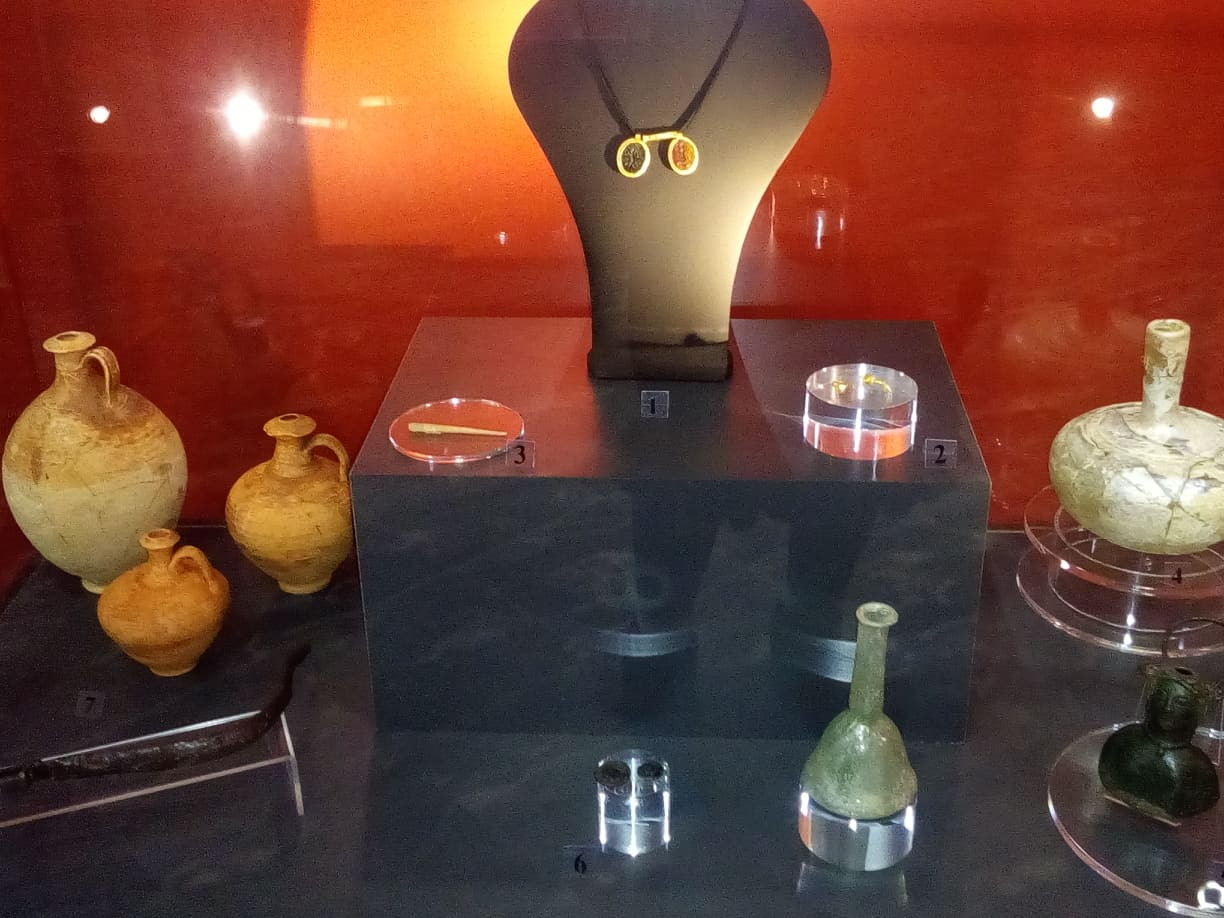
Ювелирные украшения в музее

Второй зал — экспонаты виноделия и всяческих сосудов для жидкостей (духи, масла и т.д).
Третий зал — статуи разных правителей.
Четвёртый зал — навес под открытым небом, где располагаются глиняные черепки, обнаруженные в результате последних раскопок.
Недалеко от музея находится тот самый древний римский город. От древней крепости остался лишь фундамент и части некоторых стен.